# Audrey (magazine)
Pour les articles homonymes, voir Audrey.
Audrey Magazine, également connu sous le nom d'Audrey, est une publication trimestrielle axée sur les femmes américaines d'origine asiatique, qui était publiée aux États-Unis.

## Histoire
Le magazine est dénommé d'après la prénom de la fille de l'éditeur pour reconnaître que de nombreuses femmes américaines d'origine asiatique ont des noms anglais. Le premier numéro sort en kiosque en mars 2003. 
Audrey couvre les Asiatiques et les Américains d'origine asiatique sur la culture populaire, les tendances de la mode et de la beauté, le mode de vie et les voyages, ainsi que les problèmes sociaux et culturels pertinents pour les Asiatiques et les Américains d'origine asiatique. Sa publication sœur est KoreAm. Au cours de ses dix ans d'histoire, Audrey est une voix importante, couvrant des histoires bien avant que les médias grand public ne les reprennent, qu'il s'agisse de chirurgie plastique asiatique, d'un talent américain d'origine asiatique ou de l'engouement pour la K-pop. Le magazine présente des célébrités asiatiques et américaines d'origine asiatique sur sa couverture, dont Freida Pinto, Maggie Q et Olivia Munn. Le magazine est basé à Gardena, en Californie.
Audrey et sa publication sœur KoreAm sont acquises par London Media Trust en 2014. Les derniers numéros imprimés du magazine et de KoreAm sont publiés en décembre 2015,.